# Гиймен, Эмиль-Мари-Огюст
Эми́ль-Мари́-Огю́ст Гиймен (фр. Émile-Marie-Auguste Guillemin; XIX век) — французский скульптор.

## Биография
Даты рождения и смерти неизвестны. Проживал в Париже. В 1840 году получил от французского государства заказ на изготовление бюста Пьер-Симона Лапласа. В 1859 году изготовил для Луврского дворца мраморную статую атлета — копию древнегреческого оригинала. В 1870 году изготовил, также по государственному заказу, мраморный бюст герцога Ларошфуко на основе хранившегося в герцогской семье гипсового бюстика.
Отец скульптора Эмиля-Корьолана-Ипполита Гиймена.